# 展姓
展姓，是漢姓之一。
　　

## 源流
- 鄭樵《六經奧論》曰：「姬姓，魯孝公之子公子展的後代，以名爲氏。」此支展姓，出於姬姓，乃周公的後裔。春秋時代魯公子展之後代，以祖先名為氏，為展氏大宗。有展禽（人稱柳下惠）、展喜、展跖等知名人物。

- 《百家姓源》曰：鄭國有子展，後人為展氏。

- 《魏書·官氏志》載：“輾遲氏改爲展氏。”此支展姓，為北魏孝文帝推動改革時，由胡人輾遲氏改為漢姓。

- 《姓氏考略》引《列仙傳》注稱：“帝嚳時有展上公，得道，爲展姓之始。”此支展姓，為傳說中的仙人「展上公」的後裔。

## 名人
- 柳下惠
- 展喜
- 展跖
- 展毓，明朝進士，天順元年丁丑科進士第二甲第五十一名。
- 展濤，男，回族，山東省兗州市人。
- 展昭，宋朝，御前帶刀侍衛，開封府護衛。

## 外部連結
[在维基数据编辑]
 《欽定古今圖書集成·明倫彙編·氏族典·展姓部》，出自陈梦雷《古今圖書集成》